# Foky Dániel
Foky Dániel (néhol: Fockhy Daniel) (Bécs, 1626. március 8. – Bécs , 1695. március 23.), 1688 és 1691 között Bécs városának magyar származású polgármestere, császári tanácsos, városi főkamarás, Bécs városának Belső Tanács tagja.

## Élete
A tekintélyes Vas- és Zala vármegyei nemesi származású Foky család sarja. Apja Foky Imre (1570–1636), méz- és szilvakereskedő volt, aki 1623. november 18-án III. Ferdinánd magyar királytól nemességet és címeres levelet szerzett feleségével, Pitsch Katalinnal (1595–1656), és gyermekeivel, Foky Mihállyal, Imrével, Benedekkel, Jánossal, és lányaival Magdalénával, Ilonával együtt. Foky Imre a Vas vármegyei Vép városából (ex oppido Weep) származott, és ekkor bécsi polgár és konzul volt (civis et consularis Civitatis nostrae Viennensis). A nemesség- és címeradományt 1624-ben Vas, Sopron, Zala és Veszprém vármegyékben hirdették ki. Foky Dánielnek az egyik unokaöccse nemes Foky János (fl. 1696–1729), a keszői vár kuruc várkapitánya, gróf Károlyi Sándor bizalmas embere, Vas vármegye alispánja volt 1724 és 1729 között, vasi és zalai földbirtokos.
Foky Imrének a címeres levele kiadása után született fia, Foky Dániel, aki 1661-ben bécsi polgárságot szerzett, majd 1663-tól kezdett közszolgálatban dolgozni. 1674-ben a város Belső Tanács tagja. Az 1679-es pestisjárvány idején ő volt a bécsi kórházak felelőse. Foky Dániel főkamarás volt 1682-ben, majd alezredes lett a osztrák seregben az 1683-as második török ostrom során. Ebben a nehéz időszakban azzal bizonyított, hogy Tepser Jakob Daniellel együtt felügyelte az ellátás elosztását és irányította az oltási munkálatokat tűzeseteknél. Amíg Johann Andreas von Liebenberg polgármester beteg volt, Foky képviselte őt egészen 1683 végén bekövetkezett haláláig. 1686-ban a bécsi Belső Tanács rangidős tagja volt, és 1687. január 24-én kapta meg a császári tanácsosi címet. Végül 1688 és 1691 között Bécs polgármestere lett. Hivatali ideje alatt (1688. június 5-én) bevezette az utcák és terek első közvilágítását, új tűzparancsot adott ki és 1690-ben Bécsben fogadta a királlyá koronázott Józsefet. Miután Johann Franz Peickhardt váltotta fel, Foky haláláig a Belső Tanács tagja maradt.
Első házastársa Maria Magdalena Laminith, egy császári udvari pincemester lánya volt, akivel 1653-tól felesége 1667-ben bekövetkezett haláláig élt együtt. Halála után a Szent István-székesegyházban, az anneni oltárnál temették el. Foky Dániel második felesége (1669) Maria Veronica Ostermair, Johann Schnüring von üpfnfels (†1669) cseh udvari kancellár özvegye volt. 1875-ben a bécsi „Fockygasse” Meidlingnél az egykori polgármesterről nevezték el.